# Теорема Гільберта 90
Теорема Гільберта 90 — одне з основних тверджень для скінченних циклічних  розширень Галуа E/K .

## Мультиплікативна форма
Нехай G — група Галуа скінченного циклічного розширення E/K з твірною σ. Тоді  норма будь-якого елемента β ∈ E дорівнює 1 — тоді і тільки тоді, коли існує ненульовий елемент α ∈ E, такий що β=α/σ(α).

## Доведення
Достатність очевидна: якщо β=α/σ(α), то з огляду на мультиплікативність норми маємо N(β)=N(α)/N(σ(α)). Оскільки норма для  сепарабельних розширень дорівнює добутку всіх σi(α), а попереднє застосування σ приводить лише до перестановки співмножників, то в силу рівності чисельника і знаменника N(β)=1.
Для доказу необхідності випишемо наступне відображення:
id+βσ+(βσ(β))σ2+…+(βσ(β)…σn-2(β))σn-1
Згідно з теоремою про лінійну незалежність характерів це відображення не є тотожним нулем. Тому існує елемент γ ∈ E, для якого
α=γ+βσ(γ)+(βσ(β))σ2(γ)+…+(βσ(β)(γ)…σn-2(β))σn-1(γ)
Якщо застосувати відображення σ до α, а потім помножити отриманий вираз на β, то перший доданок перейде у другий і т. д., а останній перейде в перший, так як βσ(β)…σn-1(β)=N(β)=1, аσ  n  = id;
Тоді отримуємо, що βσ(α)=α, ділячи на σ(α)≠ 0 маємо β=α/σ(α). Необхідність доведена.

## Адитивна форма
Нехай G — група Галуа скінченного циклічного розширення E/K з твірною σ. Тоді  слід будь-якого елемента β ∈ E дорівнює 0 — тоді і тільки тоді, коли існує ненульовий елемент α ∈ E, що β=α-σ(α).
Доведення достатності повністю аналогічне мультиплікативному випадку, а для необхідності беремо елемент
γ ∈ E, для якого Tr(γ)≠0 і будуємо потрібне α у вигляді:
α=(1/Tr(γ))[βσ(γ)+(β+σ(β))σ2(γ)+…+(β+σ(β)+…σn-2(β))σn-1(γ)]
Тоді отримуємо, що β=α-σ(α). Необхідність доведена.